# Шарнір рівних кутових швидкостей

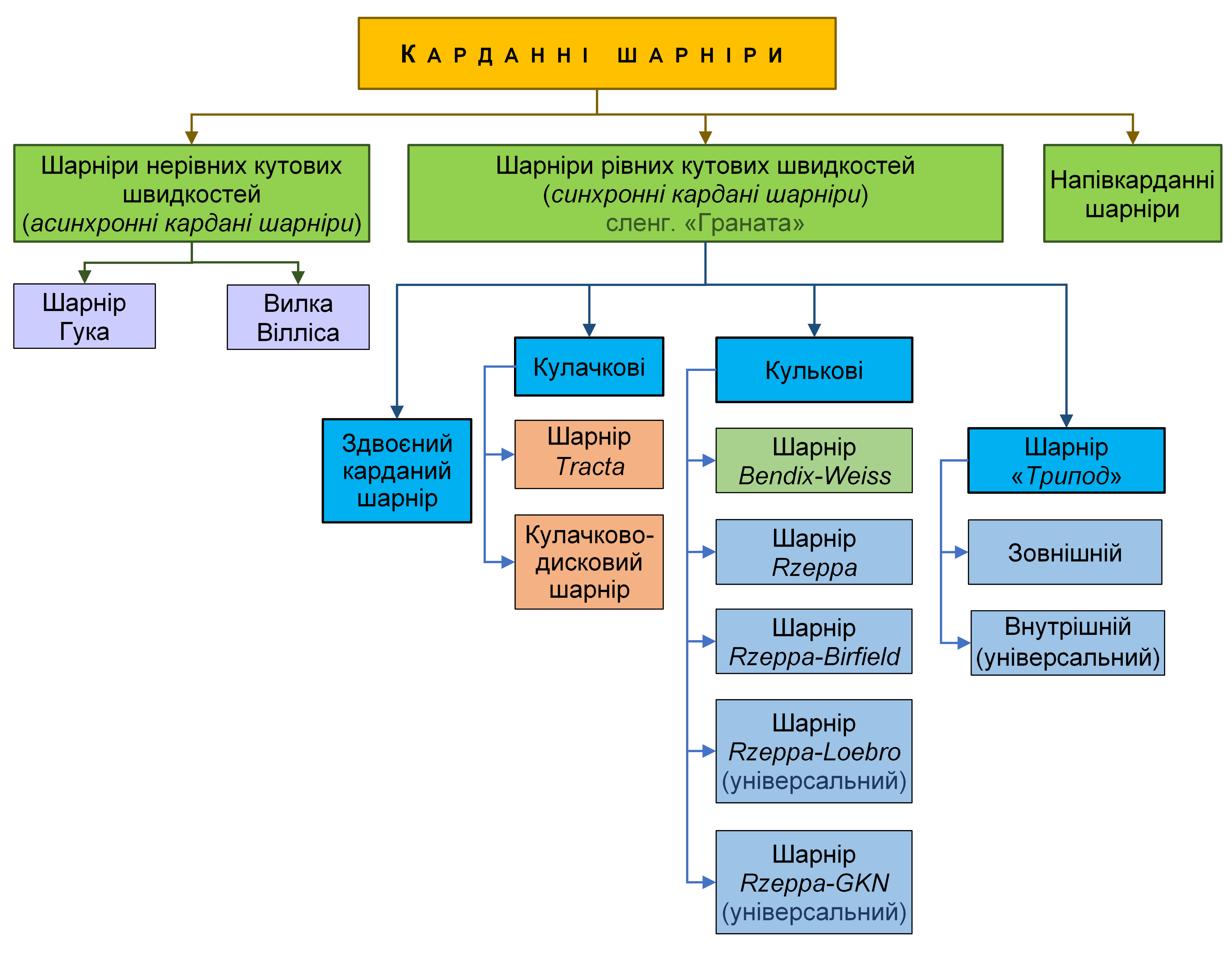
Різновиди карданних шарнірів — шарнірів призначених передавати обертовий момент між валами, що знаходяться під кутом

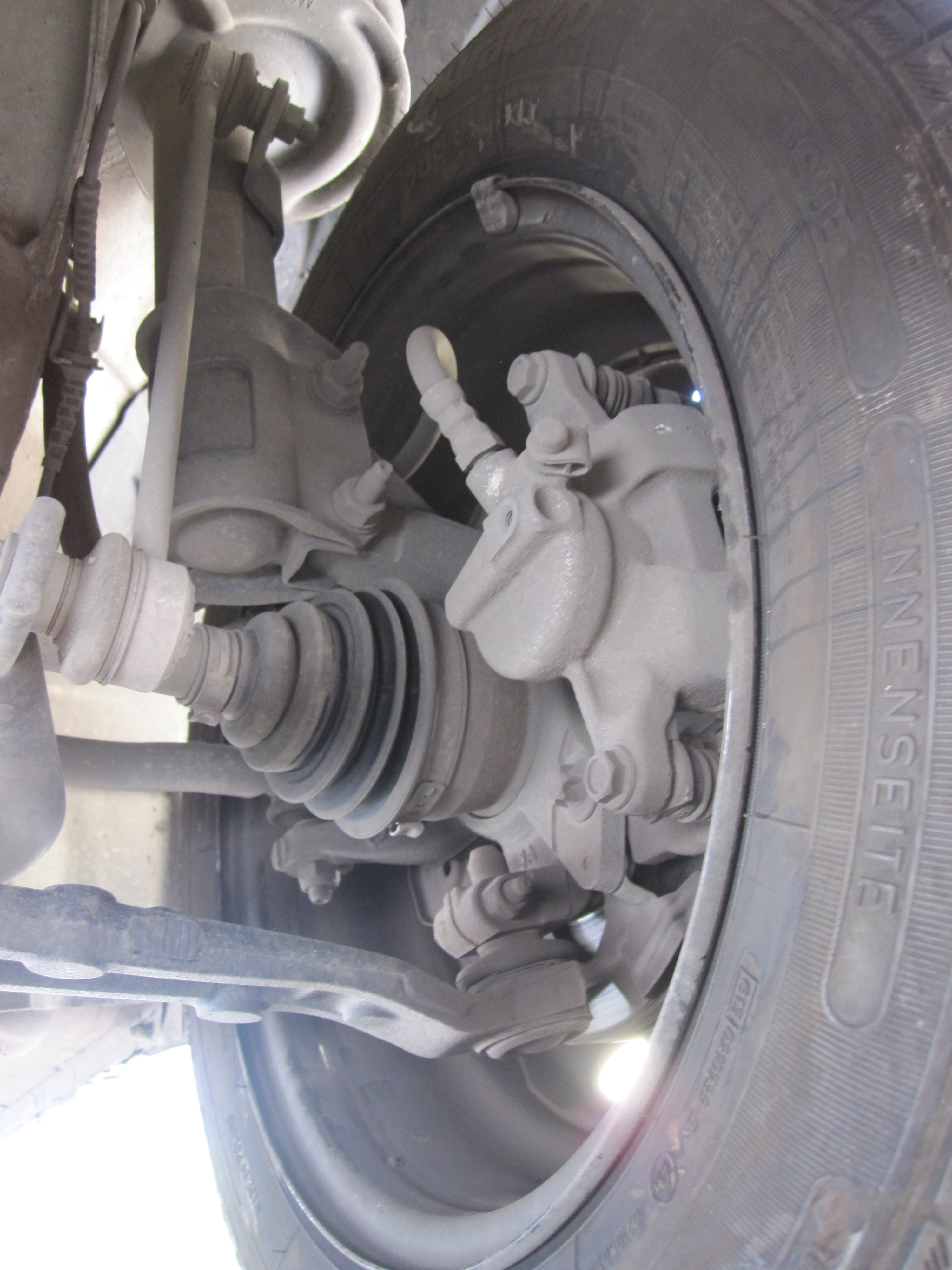
Гофра на передньому плані — пильник синхронного карданного шарніра типу «Рцеппа-Бірфілд»

Шарнір рівних кутових швидкостей (синхронний карданний шарнір, гомокінетичний шарнір, сленг «граната») — механізм призначений передавати потужність (обертовий момент та кутову швидкість) між валами, що знаходяться під кутом, причому цей кут, у процесі роботи, змінюється. На відміну від шарніра нерівних кутових швидкостей (асинхронного карданного шарніра), що виконує аналогічну фунцію, кутові швидкості ведучої та ведної ланок є рівними та співпадають.
Деякі синхронні карданні шарніри забезпечують не тільки передачу моменту під кутом, а й осьове переміщення вала (універсальні шарніри).
Використовується у трансмісії автомобіля, у приводі передніх ведучих та керованих коліс чи задніх ведучих коліс при незалежній підвісці. Подекуди можуть використовуватись для передачі потужності від коробки передач до головної передачі з диференціалом (замість карданних шарнірів Гука).

## Різновиди синхронних карданних шарнірів

### Здвоєний карданний шарнір

Здвоєний карданний шарнір

Перші конструкції синхронних карданних шарнірів створювались шляхом з'єднання двох звичайних карданних шарнірів, через що й називаються здвоєними. Частота обертання валів на вході та виході шарніра буде рівною, якщо внутрішні вилки двох послідовно з'єднаних шарнірів лежать у одній площині, а кут між осями вилок однаковий. Іншими словами — точка, де перетинаються осі вилок, має знаходитись на бісектрисі кута, котрий вони утворюють. Два простих шарніри з'єднуються або безпосередньо, або через проміжну (її називають ділильною) ланку, всередині котрої є центрувальний пристрій. Призначення останнього — постійно ділити навпіл кут між віссю внутрішньої здвоєної вилки та зовнішніми вилками.
Здвоєний карданний шарнір може працювати при кутах між валами до 42° (короткотривалий кут до 80°). Його перевага — відсутність пильників для утримання мастила, недолік — порівняно невеликий пробіг, що обмежується 50-70 тис. км.
Такі шарніри можна було зустріти на перших передньоприводних автомобілях (Cord L-29, Citroën-TA, Miller-91, Alvis-FA), до 1960-их їх застосовували на Renault 4, Peugeot 204, вантажівках МАЗ-509 тощо.

### Шарнір Tracta

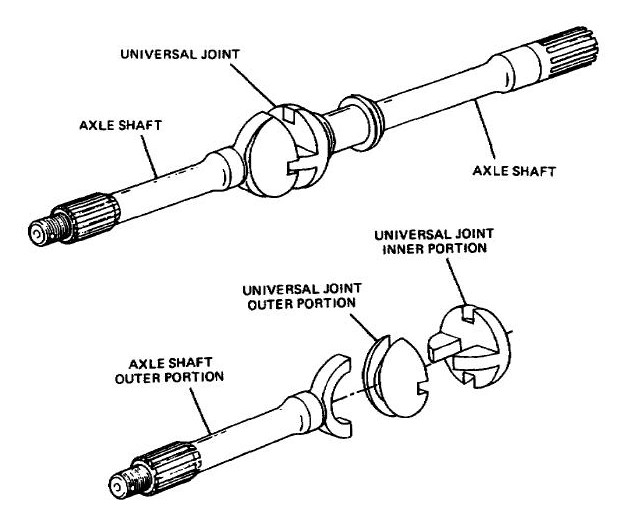
Шарнір «Тракта»

У 1925 р. французький інженер Жан-Альбер Грегуар запатентував конструкцію шарніра для автомобіля «Тракта». У такого шарніра вилки виконані разом з валами та з'єднуються через два фігурні кулачки. При роботі шарніру кулачки зміщуються один відносно іншого у горизонтальній площині, а вилки у вертикальній по канавках відповідного кулачка. Між собою кулачки з'єднані у шип. Усі деталі шарніру знаходяться у корпусі, що постійно задає таке взаємне розташування вилок, при якому точка, де перетинаються осі валів, завжди лежать на бісектрисі кута між ними.
Оскільки кулачки шарніру при поворотах займають різні положення відносно інших його частин, виникає циклічний дисбаланс, котрий на високих обертах може прискорити знос шарніра. Тому з'єднання «Тракта» застосовують переважно на вантажівках підвищеної прохідності, де шарніри працюють з меншою швидкістю.

### Кулачково-дисковий шарнір
Різновидом кулачкового шарніру є кулачково-дисковий, який встановлюють, зокрема, на повнопривідних автомобілях КрАЗ, Урал, КамАЗ. Він складається із з'єднаних з ведучим та веденим валами вилок, а також вставлених у них циліндричних кулачків. У їх пази входить диск, що передає обертання від ведучої вилки до веденої. При роботі кожен з кулачків повертається водночас відносно вилки та осі диску. У вертикальній площині вилки повертаються відносно кулачків, а у горизонтальній — разом з ними навколо диска, оскільки вісь паза в кулачку перпендикулярна осі його зовнішньої циліндричної поверхні. Осі отворів вилок знаходяться у одній площині, котра співпадає з середньою площиною диску. Вони розташовані на рівних відстанях від точки, де перетинаються осі валів, та завжди перпендикулярні їм. Точка перетину осей отворів при будь-якому розташуванні вилок розташовується у бісекторній площині, тобто у площин, що ділить кут між вилками навпіл.
Завдяки значній контактній поверхні деталей, що сприймають зусилля, кулачково-дисковий, як і будь-який кулачковий шарнір, має компактні розміри. Він особливо зручний на вантажних автомобілях, де потрібно передавати значний обертовий момент. Основним недоліком конструкції є, те що деталі працюють в умовах тертя ковзання. Це призводить до підвищеного нагріву усього вузла та знижує його ККД. Однак при хорошому мащенні зносостійкість та надійність роботи цих шарнірів прийнятні. Максимальний кут, при якому може працювати шарнір 45-55°.

### Шарнір Bendix-Weiss

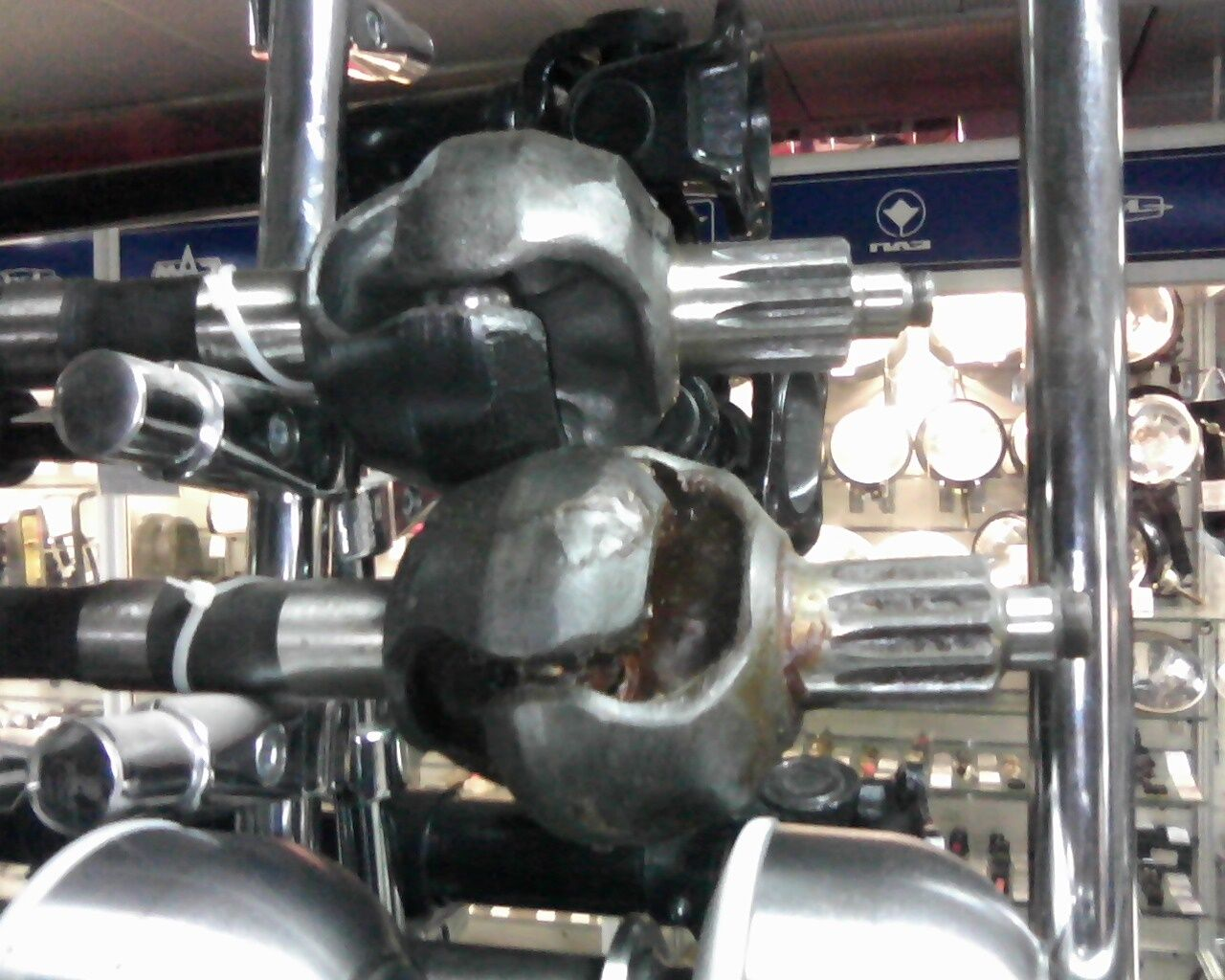
Шарнір «Бендикс-Вейс»

Шарнір «Бендикс-Вейс», що допускає кут між валами до 40°, був запатентований німецьким інженером Карлом Вейсом у 1923 р.
Такий шарнір складається з двох стальних кованих вилок та п'яти кульок, чотири з яких передають обертовий момент, а одна центруюча (закріплена штифтом та шпилькою).
На внутрішній поверхні кожної з вилок (які також називають кулаками) у взаємноперпендикулярних площинах виконані чотири канавки напівкруглого профілю. У місцях, де канавки двох вилок перетинаються, розташовано по одній кульці.
Середні лінії канавок являють собою кола однакового радіуса, центри яких знаходяться на відповідних вилках та рівновіддалені від центру всього шарніра. При обертанні ці лінії утворюють дві сферичні поверхні, що перетинаються одна з іншою по колу, яке є траекторією руху кульок. Завдяки симетричному розташуванню канавок у обох вилках центри кульок завжди знаходяться в бісекторній площині, чим і досягається рівномірність обертання валів. Однак навіть незначне осьове переміщення однієї вилки відносно іншої викликає зміну траекторії руху кульок. Тому вилки фіксують від переміщення під дією осьових сил, встановлюючи між ними центруючу кульку.
Оскільки шарнір такого типу не є самостійним вузлом, його важко виготовити з малими зазорами між канавками та кулькою та відбалансувати. Це негативно відображається на високій частоті обертання, тому дана конструкція застосовується тільки на автомобілях підвищеної прохідності, де така швидкість не досягається. Крім того, у ньому обертовий момент передають тільки дві кульки (при русі вперед одна пара, при русі назад — інша), що визначає високі питомі тиски на контактних поверхнях та швидкий знос шарнірів (ресурс до 30 тис. км). Це не дозволяє використовувати його на тих автомобілях, у яких привід до передніх коліс є постійним. Зазвичай шарнір «Бендикс-Вейс» використовують на автомобілях, навантаження на вісь яких не перевищує 30 кН.
Приклади використання шарніра — ведучі та керовані мости ГАЗ-69, УАЗ-469, ГАЗ-63, ГАЗ-66, ЗИЛ-131 тощо.
Шарніри американського виробника Bendix Corporation під час Другої світової війни встановлювались на Willys, Dodge WC54, Studebaker US6 тощо.

### Шарнір Rzeppa
У 1927 р. (а також у 1936 р.) інженер компанії «Форд» Альфред Рцеппа запатентував шарнір, що складався з двох обойм (зовнішньої та внутрішньої), кульок, сепаратора, ділильного важеля та напівсфери (напівсферичної шайби). Призначення ділильного важеля та напівсфери — встановлення кульок у бісекторну площину (площину, що ділить кут між валами навпіл). Знаходження кульок у бісекторній площині є умовою синхронності передачі кутової швидкості шарніром. Такий шарнір рівних кутових швидкостей працює при куті до 37°, характеризується можливістю передавати значні обертові моменти (момент передається усіма шістьмома кульками), високим ККД, ресурсом, що перевищує 100 тис. км.

### Шарнір Rzeppa-Birfield

Шарнір «Рцеппа-Бірфілд»

У спрощених варіантах цієї конструкції роль ділильного механізму виконують канавки. У шарнірі «Рцеппа-Бірфілд» центр, з якого описані дуги канавок корпуса та обойми, зміщений на 1-1,5 мм. Допускає кут між валами 45-50°. На даний момент це найпоширеніший зовнішній шарнір рівних кутових швидкостей.

### Шарнір Rzeppa-Loebro (універсальний)
У «Рцеппа-Лебро», канавки еліптичного профілю попарно симетричні та розташовані під кутом 16° до твірних внутрішньої поверхні корпуса та зовнішньої поверхні обойми. У результаті у просторі різнонаправлених канавок корпуса та зірочки кульки завжди знаходяться у бісекторній поверхні. Використовується як внутрішній шарнір рівних кутових швидкостей (універсальний).

### Шарнір Rzeppa-GKN (універсальний)
Аналогічно до попередників такий шарнір має зовнішню та внутрішню обойми (зовнішній і внутрішній кулаки чи корпус та обойму), кульки та сепаратор. Однак форма обойм допускає осьове зміщення вала на 13-55 мм, що потрібно для компенсації зміни довжини приводу: при ходах підвіски відстань між колесом та головною передачею з диференціалом змінюється. Кут між валами до 25°. Відповідно, використовується як внутрішній синхронний карданний шарнір.

### Шарнір «Трипод»

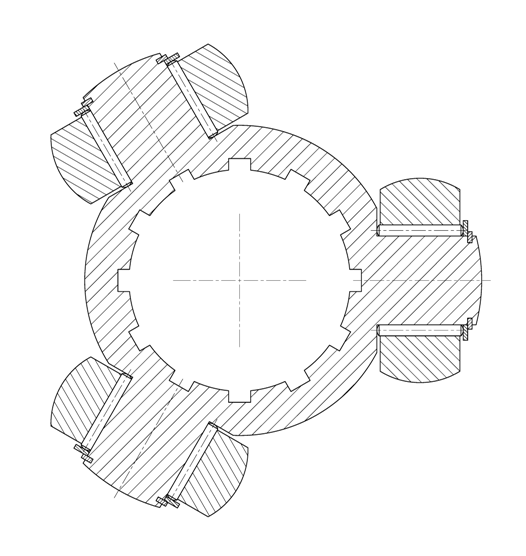
Частина шарніру «Трипод»

У 1963 р. французьким інженером Мішелем Ореном був запатентований шарнір «Трипод».
У такому шарнірі обертовий момент передають три сферичні ролики, котрі насаджені на шипи хрестовини, з'єднаної з ведучим валом, і ковзають у циліндричних пазах вилки веденого вала. Ролики завжди знаходяться у бісекторній площині шарніра. Він технологічно простіший за кулькові шарніри, допускає кути між валами до 45°, однак його кінематика не допускає повної синхронності передачі обертання.